# Neuroleon retialis
Neuroleon retialis är en insektsart som först beskrevs av Navás 1931.  Neuroleon retialis ingår i släktet Neuroleon och familjen myrlejonsländor. Inga underarter finns listade i Catalogue of Life.